# Liste der Monuments historiques in Le Perchay
Die Liste der Monuments historiques in Le Perchay führt die Monuments historiques in der französischen Gemeinde Le Perchay auf.

## Liste der Bauwerke
| Bezeichnung                | Beschreibung | Standort | Kennzeichnung | Schutzstatus | Datum | Bild           |
| -------------------------- | ------------ | -------- | ------------- | ------------ | ----- | -------------- |
| Kreuz                      |              | (Lage)   | PA00080160    | Inscrit      | 1926  | weitere Bilder |
| Kirche Ste-Marie-Madeleine |              | (Lage)   | PA00080161    | Inscrit      | 1979  | weitere Bilder |

## Liste der Objekte

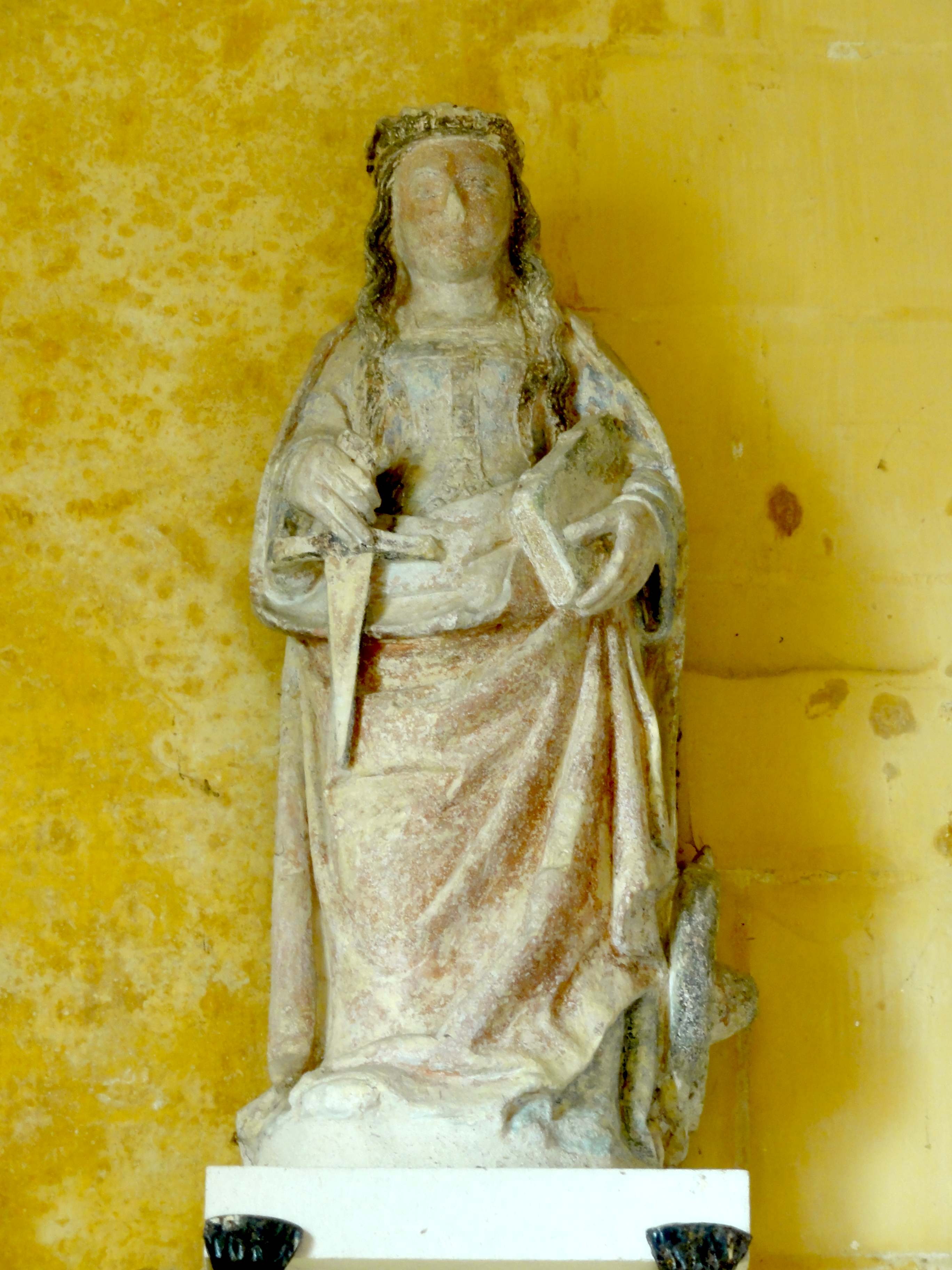
Skulptur der heiligen Katharina in der Kirche Ste-Marie-Madeleine (16. Jahrhundert)

- Monuments historiques (Objekte) in Le Perchay in der Base Palissy des französischen Kultusministeriums